# Cees Avezaat
Cees J.J. Avezaat (Breda, 1942) doorliep het gymnasium aan het Onze Lieve Vrouwelyceum te Breda (1960). Hij was hoogleraar in de neurochirurgie aan het Erasmus MC te Rotterdam 1987-2007.